# Mort de Paul Kessler
Paul Kessler est un juif américain décédé le 6 novembre 2023 à l'âge de soixante-neuf ans d'une blessure à la tête, à la suite d'une altercation survenue le jour précédent entre manifestants pro-israéliens et pro-palestiniens à Thousand Oaks en Californie. Le 16 novembre 2023, un suspect a été placé en garde à vue pour homicide involontaire et coups et blessures.

## Paul Kessler
Paul Kessler, né en avril 1954, a grandi dans la communauté juive de Scranton en Pennsylvanie. Selon ses proches, il était un partisan de l'état d'Israël ainsi que du parti démocrate,. Vendeur de produits médicaux à la retraite, il était marié depuis quarante-trois ans et avait un fils.

## Déroulement
Le 5 novembre 2023 à Thousand Oaks, au croisement de deux manifestations liées à la guerre entre Israël et le Hamas de 2023, l'une pro-israélienne et l'autre pro-palestinienne, environ soixante-quinze à cent manifestants se sont retrouvés face à face. La police qui patrouillait dans la zone a déclaré n'avoir vu aucune trace de violence environ quinze minutes avant que l'altercation ne se produise. Paul Kessler et un manifestant pro-palestinien auraient été impliqués dans une altercation durant laquelle Kessler serait tombé à la renverse et se serait cogné la tête contre le sol. 
Certaines témoins auraient affirmé que Kessler avait été frappé au visage par un manifestant pro-palestinien armé d'un mégaphone mais le shérif du comté de Ventura, Jim Fryoff, a indiqué lors d'une conférence ultérieure que cette information ne pouvait être confirmée. Selon l'avocat de Loay Alnaji, un manifestant pro-palestinien de 50 ans placé en garde à vue pour homicide involontaire et coups et blessures le 16 novembre 2023, Kessler se serait confronté à de nombreux manifestants pro-palestiniens avant de braquer son téléphone devant le visage de son client.
À leur arrivée sur les lieux aux alentours de 15h20, la police et les services médicaux d'urgence ont trouvé Kessler au sol, conscient et capable de parler. Loay Alnaji serait resté sur place jusqu'à l'arrivée des forces de l'ordre pour leur signaler son implication dans l'incident ; avant cela, il aurait tenté de venir en aide à Kessler et aurait appelé le 911 après sa chute. Saignant de la tête et de la bouche, Kessler a été transporté à l'hôpital, où il fut  suffisamment conscient pour s'entretenir avec la police. Il est décédé le lendemain matin à l'hôpital, tôt dans la matinée.

## Enquête
Le bureau du shérif du comté de Ventura a initialement déclaré le 7 novembre lors d'une conférence de presse que les différents récits des témoins oculaires sur les événements ayant conduit à la mort de Kessler étaient contradictoires, et a exhorté toute personne ayant des informations à se manifester. Le shérif Fryhoff a indiqué que les images de surveillance recueillis sur les lieux ainsi que les images et vidéos des deux manifestations ne fournissaient pas une vision claire de la rencontre et que de nombreux témoins étaient en désaccord sur la cause de la chute ou l'origine de l'altercation.
Les adjoints du bureau du shérif du comté de Ventura ont arrêté un suspect, Loay Alnaji, lors de leur arrivée sur place ; celui-ci était resté sur les lieux  pour répondre aux questions des policiers, après avoir appelé le 911 à la suite de la chute de Paul Kessler. Le bureau du shérif a relâché celui-ci après interrogatoire, puis a fouillé son domicile. Le médecin légiste a déterminé que la cause du décès était un homicide et a noté des blessures faciales non mortelles qui auraient pu résulter d'un coup. Les résultats publiés de l'autopsie de Kessler ont montré qu'il avait subi des blessures compatibles avec une chute, telles que des fractures du crâne, un gonflement du cerveau et des ecchymoses ainsi que des blessures non mortelles au visage.

## Suspect
Le 16 novembre, le bureau du shérif du comté de Ventura a annoncé qu'il avait arrêté un suspect de cinquante ans, Loay Alnaji, en lien avec la mort de Kessler, sous l'accusation d'homicide involontaire et de coups et blessures, avec une caution d'un million de dollars,. Celui-ci a plaidé non coupable devant la cour supérieure du comté de Ventura le lendemain, avec une caution réduite à cinquante mille dollars, et a été condamné à renoncer à ses passeports américain et jordanien,. Bien que l'accusé n'ait pas contesté qu'une altercation ait eu lieu, son avocat a déclaré que Paul Kessler aurait eu un comportement agressif envers les manifestants pro-palestiniens, et que Alnaji n'aurait pas fait tomber Kessler et se serait trouvé à six ou huit pieds de ce dernier lorsqu'il est tombé.
Alnaji, professeur d'informatique au Moorpark College, avait exprimé par le passé des opinions pro-palestiniennes sur les réseaux sociaux. Peu de temps après son arrestation, sa biographie a été supprimée du site Web du Moorpark College et le Community College District du comté de Ventura l'a  placé en congé administratif.

## Suites de l'événement
Un mémorial a été érigé au coin de la rue où Kessler a été mortellement blessé, devant lequel une veillée puis un rassemblement ont eu lieu,. La famille de Paul Kessler a annoncé la tenue de funérailles privées après avoir réalisé le nombre de personnes susceptibles de vouloir y assister et a exprimé publiquement sa volonté de voir le respect de son intimité respecté. Après la mort de Kessler, le bureau du shérif a renforcé son dispositif de protection des lieux de culte musulmans et juifs ainsi que des centres de rassemblement communautaires.

### Réactions
La maire de Los Angeles, Karen Bass, a déclaré : « We mourn the death of the Jewish man who died after being injured during a protest in Thousand Oaks. As details emerge and are confirmed, we stand resolute in condemnation of violence and antisemitism. » (« Nous pleurons le décès de cet homme juif décédé après avoir été blessé lors d'une manifestation à Thousand Oaks. À mesure que les détails apparaissent et se confirment, nous condamnons résolument la violence et l'antisémitisme. »)
La Fédération juive du Grand Los Angeles a qualifié la mort de Paul Kessler de « crime antisémite » et a déclaré que la violence contre le peuple juif n'avait pas sa place et qu'elle ne tolérerait pas la violence contre sa communauté. Le Conseil sur les relations américano-islamiques a dénoncé l'attaque présumée et exprimé son soutien à la communauté juive.